# Танева, Елена Кирилловна
Елена Танева (псевд., наст. имя Елена Кирилловна Севрюкова-Танева; (10 февраля 1946, Болград, Одесская область — 25 июля 2011, Москва) — российская поэтесса.

## Краткая биография
Окончила медицинский техникум. Вместе с мужем-военным часто меняла места жительства. В Москве с 1980 года. В 2000—2001 выступала в поэтическом театре «Бродячая собака» (Петровские линии, Москва). Член Союза писателей России, Международного союза славянских журналистов. В 2002 году успешно выступила в международном празднике поэзии в Куала-Лумпуре (Малайзия).
Елена Танева скончалась 25 июля 2011 года после продолжительной болезни. Похоронена на кладбище «Ракитки» (55 уч., ряд 20-25).

## Творчество
Стихотворения поэтессы печатались в журналах: «Поэзия», «Истоки», «Московский ритм», «Отечество».
Отдельными книгами издано более 20 сборников, включая «Вдохновение» (1993), «Меж былью и небылью» (1994), «С вами рядом» (1995), «Раковина морская» (1996), «В мире таинств» (1996), «Bыигрыш» (1996), «У реки» (1997), «Маски» (1997), «Апрелица» (1997), «Гряда непознанных камней» (1998), «Пока бьётся сердце» (1999), «Ненаглядная свобода» (1999), «Если бы не было тебя» (1999), «Небо голубей» (2000), «Живые зеркала» (2000), «Моя Россия» (2001), «Ветер Бунга-Рая» (2003), «Поступь» (2004). Её стихотворения напечатаны также в коллективной антологии современной любовной лирики «Но этот грех, как чудное вино» (2005).
Основная тема поэзии — любовь к человеку, жизни с призывом открыть глаза и наслаждаться этим прекрасным миром.

## Переводы на другие языки
Стихи Елены Таневой переведены на французский, корейский, грузинский, болгарский, украинский языки, включены в вышедшую на малайском языке в Куала-Лумпуре антологию русской литературы «Золотая роза» (2009).

## Награды
- Призёр поэтического конкурса «Московского комсомольца» (1998, 1999)
- Призёр Российского фонда культуры (2001).

## Впечатление
Известная малайзийская поэтесса Сити Зайнон Исмаил, узнав о кончине русской поэтессы, воскликнула
«Ох, Елена! Как рано она от нас ушла! Я читала её книгу «Ветер Бунга Рая». Она удивительно точно всё передала. Её нет, но её поэзия вечна».

Поэт Абдул Гафар Ибрагим попросил передать её родным соболезнование и добавил, что 
«её поэзия будет всегда напоминать нам о ней самой и России, служить мостиком к нашим сердцам и сердцам всех её поклонников в мире».

Национальный писатель Малайзии Ахмад Камал Абдуллах сказал о ней:
«Мы потеряли в её лице настоящую поэтессу, которая покоряла нас своей искренней и восторженной манерой выступления».

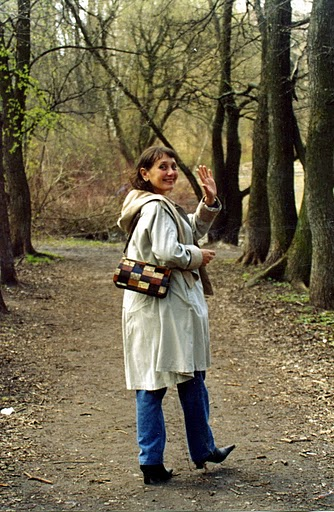
Прощайте